# Valdeurspinnen (verzamelnaam)
De naam valdeurspinnen wordt gebruikt voor twee families van spinnen: Ctenizidae en Idiopidae. Ze danken hun naam aan het gebruik van een goed verborgen nest voor het vangen van de prooi.
De valdeurspinnen maken een tunnelvormig nest op de bodem of soms op boomschors of bladeren, waarvan het uiteinde wordt afgesloten door een goed gecamoufleerd klepje gemaakt van substraat en spinrag. Rond de afgesloten opening zijn door de spin struikeldraden gesponnen, die als een prooi langs loopt worden aangeraakt. De spin merkt de trillingen op, opent razendsnel het 'deur' van zijn nest en valt de prooi aan. Conothele-soorten gebruiken geen hol, maar een spinselbuis in boomspleten of tussen schors.
Er zijn echter ook andere spinnenfamilies die een vergelijkbare val bouwen:
- Actinopodidae (Muisspinnen)
- Antrodiaetidae
- Barychelidae (Pseudovogelspinnen)
- Cyrtaucheniidae
- Migidae